# إيريل
إيريل هي قرية في مقاطعة نمين، إيران. يقدر عدد سكانها بـ 318 نسمة بحسب إحصاء 2016.